# Regione Metropolitana di Maringá
La regione metropolitana di Maringá è l'area metropolitana di Maringá, nello Stato di Paraná in Brasile.

## Comuni
Comprende 13 comuni:
- Ângulo
- Astorga
- Doutor Camargo
- Iguaraçu
- Itambé
- Ivatuba
- Mandaguaçu
- Mandaguari
- Marialva
- Maringá
- Paiçandu
- Presidente Castelo Branco
- Sarandi